# Az utolsó lépcsőfok
Az utolsó lépcsőfok (eredeti cím: The Staircase) 2022-es amerikai életrajzi drámasorozat, amelyet Antonio Campos alkotott meg, Jean-Xavier de Lestrade A gyanú című dokudrámasorozata alapján. A főbb szerepekben Colin Firth, Toni Collette, Michael Stuhlbarg, Dane DeHaan és Olivia DeJonge látható.
Amerikában 2022. május 5-én, Magyarországon 2022. május 6-án az HBO Max mutatta be.

## Ismertető
Michael Petersont, egy krimiírót azzal vádolnak, hogy megölte feleségét, Kathleent, miután holtan találják otthonuk lépcsőházának alján. Miközben a nyomozás folytatódik, a család viharos jogi csatározásokba keveredik. Eközben egy francia dokumentumfilmes csapat érdeklődik a történet iránt.

## Szereplők

### Főszereplők
| Szereplő                | Színész                | Magyar hang      | Leírás |
| ----------------------- | ---------------------- | ---------------- | --- |
| Michael Peterson        | Colin Firth            | Csankó Zoltán    | Durhamban élő regényíró és politikai reménység. Pénzügyei és magánélete a nyomozás és a dokumentumfilm középpontjába kerülnek |
| Kathleen Peterson       | Toni Collette          | Németh Kriszta   | Michael második felesége és Caitlin anyukája. Magas beosztású vezető volt, akit a családja és a közösség is kedvelt           |
| David Rudolf            | Michael Stuhlbarg      | Láng Balázs      | Michael ügyvédje |
| Clayton Peterson        | Dane DeHaan            | Pál Tamás        | Michael Peterson legidősebb fia az első házasságából, akinek saját jogi problémái vannak a múltja miatt                       |
| Caitlin Atwater         | Olivia DeJonge         | Hermann Lilla    | Kathleen lánya az első házasságából. Kezdetben támogatja a mostohaapját                                                       |
| Todd Peterson           | Patrick Schwarzenegger | Moser Károly     | Michael legfiatalabb fia az első házasságából                                                                                 |
| Margaret Ratliff        | Sophie Turner          | Andrádi Zsanett  | Michael örökbefogadott lánya, akit biológiai szülei halála után fogadott örökbe                                               |
| Martha Ratliff          | Odessa Young           | Pánics Lilla     | Michael másik örökbefogadott lánya                                                                                            |
| Candace Hunt Zamperini  | Rosemarie DeWitt       | Haffner Anikó    | Kathleen testvére |
| Bill Peterson           | Tim Guinee             | Háda János       | Michael testvére |
| Freda Black             | Parker Posey           | Bérces Gabriella | Durham megye ügyésze |
| Sophie Brunet           | Juliette Binoche       | Györgyi Anna     | Az eredeti dokumentumfilm szerkesztője                                                                                        |
| Jean-Xavier de Lestrade | Vincent Vermignon      |                  | Az eredeti dokumentumfilm rendezője                                                                                           |

### Mellékszereplők
| Szereplő           | Színész              | Magyar hang  |
| ------------------ | -------------------- | ------------ |
| Larry Pollard      | Joel McKinnon Miller | Holl Nándor  |
| Lori Campbell      | Maria Dizzia         | Román Judit  |
| Dr Deborah Radisch | Susan Pourfar        | Kiss Erika   |
| Jim Hardin         | Cullen Moss          | Harmath Imre |
| Art Holland        | Cory Scott Allen     | Seder Gábor  |
| Becky              | Hannah Pniewski      | Szabó Luca   |

### Magyar változat
- Bemondó: Zahorán Adrienne
- Magyar szöveg: Lai Gábor
- Hangmérnök: Nikodém Norbert
- Vágó: Oláh Péter
- Gyártás- és produkciós vezető: Balog Gábor
- Szinkronrendező: Balog Mihály

A szinkront a Balog Mix Stúdió készítette el.

## Epizódok
| Sor. | Év. | Cím                                     | Rendező        | Író                                | Premier                          |
| ---- | --- | --------------------------------------- | -------------- | ---------------------------------- | -------------------------------- |
| 1.   | 1.  | 911                                     | Antonio Campos | Antonio Campos                     | 2022. május 5. 2022. május 6.    |
| 2.   | 2.  | Chiroptera                              | Antonio Campos | Maggie Cohn                        | 2022. május 5. 2022. május 6.    |
| 3.   | 3.  | The Great Dissembler                    | Antonio Campos | Antonio Campos                     | 2022. május 5. 2022. május 6.    |
| 4.   | 4.  | Common Sense                            | Antonio Campos | Emily Kaczmarek és Craig Shilowich | 2022. május 12. 2022. május 13.  |
| 5.   | 5.  | The Beating Heart                       | Leigh Janiak   | Craig Shilowich                    | 2022. május 19. 2022. május 20.  |
| 6.   | 6.  | Red in Tooth and Claw                   | Leigh Janiak   | Emily Kaczmarek                    | 2022. május 26. 2022. május 27.  |
| 7.   | 7.  | Seek and Ye Shall                       | Antonio Campos | Maggie Cohn                        | 2022. június 2. 2022. június 3.  |
| 8.   | 8.  | America's Sweetheart or: Time Over Time | Antonio Campos | Antonio Campos                     | 2022. június 9. 2022. június 10. |

## A sorozat készítése
A sorozat Antonio Campos szenvedélyes projektje, aki 2008-ban kezdte el fejleszteni Az utolsó lépcsőfok című igaz történeten alapuló krimi-dokusorozat forgatókönyv-adaptációját. 2019. november 21-én jelentették be, hogy az Annapurna Television hivatalosan is fejlesztésbe vette a projektet, és prémium csatornáknak és streaming szolgáltatásoknak adja oda a projektet. Campos a sorozat írójaként, valamint Harrison Ford mellett vezető producerként is szerepelt. 2021. március 31-én bejelentették, hogy az HBO Max 8 epizódból álló limitált sorozatmegrendelést adott a projektnek.
A sorozat forgatása 2021. június 7-én kezdődött Atlantában, és 2021 novemberében fejeződött be.